# Habsburg–Tescheni Mária Krisztina spanyol királyné
Ausztriai Mária Krisztina (németül: Maria Christina von Österreich, spanyolul: María Cristina de Austria; Gross-Seelowitz, Osztrák Császárság, 1858. július 21. – Madrid, Spanyol Birodalom, 1929. február 6.), a Habsburg–Lotaringiai-ház tescheni ágából való osztrák főhercegnő, aki XII. Alfonz király második feleségeként Spanyolország királynéja 1879-től hitvese 1885-ben bekövetkezett haláláig, majd az ország régense fia, XIII. Alfonz 1902-es nagykorúvá válásáig.
A főhercegnő volt Károly Ferdinánd tescheni herceg és Erzsébet Franciska főhercegnő legidősebb leánya, József nádor unokája. 1879-ben ment férjül XII. Alfonz spanyol királyhoz, akinek első felesége, Mercedes d’Orléans 1878-ban hunyt el gyermektelenül. Férje 1885-ben bekövetkezett halálától a Spanyol Birodalom régense volt fia, a születése pillanatától XIII. Alfonz király 1902-es nagykorúvá válásáig. A nagy tiszteletben álló Mária Krisztina királyné 1929-ben hunyt el, hetvenéves korában.

## Élete

### Származása, testvérei
Mária Krisztina Dezideráta főhercegnő a Habsburg–Lotaringiai-ház tescheni ágából származott. Édesapja Károly Ferdinánd főherceg (1818–1874) volt, Károly főhercegnek (1771–1847), Teschen első hercegének és Henrietta Alexandrina nassau–weilburgi hercegnőnek (1797–1829) fia.
Édesanyja Erzsébet Franciska Mária főhercegnő (1831–1903) volt, Habsburg–Estei Ferdinánd Károly Viktor főherceg (1821–1849) özvegye, József nádor leánya.
Szülei egymás elsőfokú unokatestvérei voltak, hiszen Mária Krisztina apai nagyapja, Károly főherceg (1771–1847), Teschen hercege, (az asperni csata győztes hadvezére) és anyai nagyapja, József Antal János főherceg, Magyarország nádora (József nádor, 1776–1847) édestestvérek voltak, (mindketten II. Lipót német-római császár fiai). Károly Ferdinánd és Erzsébet Franciska Mária házasságából hat gyermek született, négyen érték meg a felnőttkort.
- Ferenc József főherceg (*/† 1855).
- Frigyes főherceg (1856–1936), Teschen hercege, császári és királyi tábornagy, az első világháborúban az Osztrák–Magyar Monarchia haderejének főparancsnoka.
- Mária Krisztina Dezideráta főhercegnő (1858–1929), spanyol királyné.
- Károly István főherceg (1860–1933), a Császári és Királyi Haditengerészet  (k.u.k. Kriegsmarine) főfelügyelője 1916-ig.
- Jenő főherceg (1863–1954) császári és királyi vezértábornagy, lovagrendi nagymester (Hochmeister), a világháborúban a délnyugati front parancsnoka 1917-ig.
- Mária Eleonóra főhercegnő (*/† 1864).

### Házassága
Mária Krisztina Dezideráta főhercegnő 1879. november 29-én a madridi Atocha bazilikában feleségül ment a Bourbon-házból származó, 1878-ban megözvegyült XII. Alfonz spanyol királyhoz (1857–1885), a Bourbon-házból való II. Izabella spanyol királynő (1830–1904) és Ferenc spanyol királyi herceg (Francisco de Asís de Borbón, 1822–1902) egyetlen fiához. Alfonz király első felesége Maria de las Mercedes d’Orléans-Montpensier y Borbón hercegnő (1860–1878) volt, Antoine d'Orléans-nak, Montpensier hercegének leánya, aki alig 6 hónapnyi házasság után hunyt el gyermektelenül 1878. június 26-án.
XII. Alfonz és Mária Krisztina királyné házasságából 3 gyermek született:
- Mária Mercedesz infánsnő (María de las Mercedes de Borbón y Habsburgo-Lorena, 1880–1904), aki 1901-ben feleségül ment a Bourbon-házból való Károly Tankréd nápoly-szicíliai királyi herceghez (Carlo Tancredi di Borbone-Due Sicilie, 1870–1949).
- Mária Terézia infánsnő (María Teresa de Borbón y Habsburgo-Lorena, 1882–1912), aki 1906-ban feleségül ment a Wittelsbach-házból való Dr. med. Ferdinand Maria Ludwig von Bayern herceghez (1859–1949), a spanyol haderő főorvosához.
- XIII. Alfonz spanyol király (Alfonso XIII de España, 1886–1941), aki 1906-ban Viktória Eugénia battenbergi hercegnőt (1887–1969), Viktória brit királynő unokáját vette feleségül.

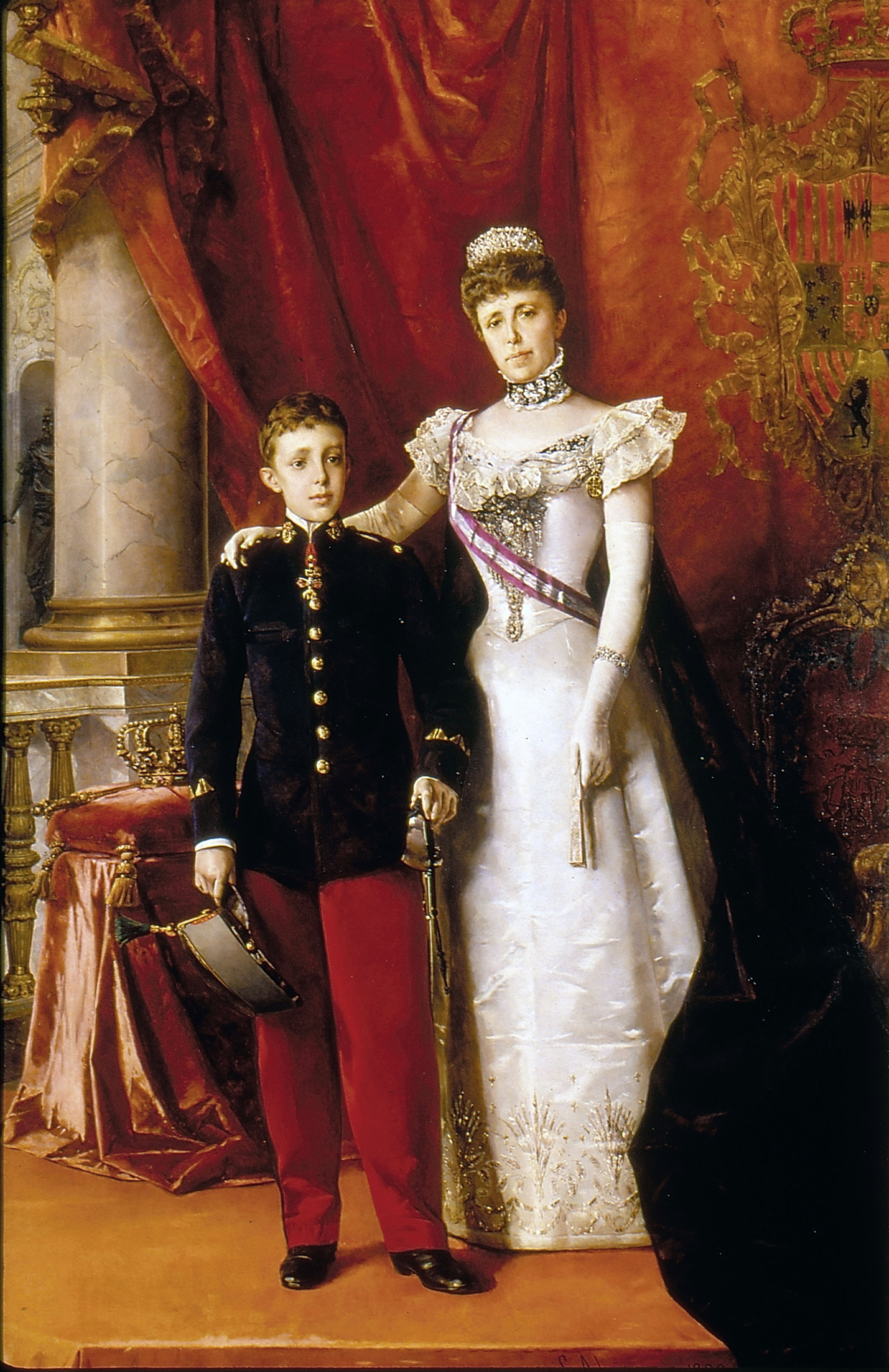
Az özvegy Mária Krisztina királyné fiával, XIII. Alfonz királlyal, 1898–1900 körül.

### Régensi működése
Férje, XII. Alfonz király tuberkulózisban szenvedett. 1885. november 25-én, alig három nappal 28. születésnapja előtt meghalt. Mária Krisztina ekkor teherben volt, harmadik gyermeküket várta. Mivel első két gyermekük leány volt, a királyi trón betöltetlenné vált. A trónöröklés sorsa a születendő utód nemétől függött: ha fiú születik, azonnal ő örökli apja trónját. Ha viszont leány születik, akkor – férfi örökös híján – a legidősebb nővért, az ekkor ötéves Mária Mercedesz infánsnőt kiáltották volna ki spanyol királynővé. A gyermek születéséig az özvegy királyné, Mária Krisztina régensként uralkodott férje és (születendő) gyermeke helyett. 1886. május 17-én világra jött a posztumusz trónörökös, Alfonz infáns, akit születésének születése pillanatában XIII. Alfonz néven Spanyolország királyává kiáltottak ki. Mária Krisztina királyné továbbra is régensként uralkodott fia nevében annak nagykorúságáig, 1902-ig, amikor XIII. Alfonz hivatalosan is átvette az uralkodást.
Mária Krisztina királynét a kortársak aktív, merészen kezdeményező személyiségnek tartották. Feljegyezték, hogy 1889 júliusában a királyi hadsereg műszaki alakulatai egy madridi parkban próbautat terveztek katonai léghajókkal. Váratlanul megjelent a helyszínen az özvegy királyné, és kifejezte óhaját, hogy részt venne a léghajó-utazáson. A kíséretében lévő főudvarmester – aki hivatali kötelessége szerint sohasem hagyhatta volna magára a királynét – nem mert vele tartani. A királynét egymaga szállt be a gondolába segédtisztjével és a léghajót irányító műszaki tisztekkel. A léghajó, a jelenlévő katonák hangos üdvrivalgása közepette felszállt, és rövid légi utat tett, fedélzetén a vakmerő királynéval.
Mária Krisztina régensi működésének idején, 1898-ban került sor a spanyol–amerikai háborúra, amelyben a Spanyol Birodalom katasztrofális vereséget szenvedett, elveszítette fontos gyarmatait: Kubát, Puerto Ricót és a Fülöp-szigeteket. Az ország forradalom nélkül átvészelte a rendkívül súlyos válságot, ez döntő mértékben volt azoknak a gazdasági és pénzügyi stabilizáló intézkedéseknek volt köszönhető, amelyeket az 1874-ben trónra lépett XII. Alfonz király még életében meghozott, és végrehajtásuk Mária Krisztina régens-királyné idején is folytatódott.
Az anyakirályné 1929. február 6-án hunyt el a madridi királyi palotában, 71 évesen. Az Escorial kolostorban temették el.

### Utódainak későbbi sorsa
1931-ben, a spanyol köztársaság kikiáltásakor Mária Krisztina fia, XIII. Alfonz király elhagyta Spanyolországot. 1941-ben lemondott fia, János infáns, Barcelona grófja (1913–1993) javára. A Bourbonok csak 1975-ben, Franco elnök-diktátor halála után térhettek vissza a spanyol királyi trónra. A ma uralkodó I. János Károly spanyol király János infáns fia, XIII. Alfonz spanyol király és Viktória Eugénia battenbergi hercegnő unokája, Mária Krisztina főhercegnő dédunokája.

## Külső hivatkozások
- Mária Krisztina Dezideráta főhercegnő családi adatai (The Peerage).